# 上
【上】 — китайський ієрогліф. Один з 996 ієрогліфів, обов'язкових для вивчення в японській початковій школі.Дуже часто використовується на письмі в японській мові.

## Значення
1. верх:
1) вершина.
2) верх, початок.
4) поверхня; передня сторона.
5) верхня частина (тіла').
8) начальник.
6) високий (про походження, статус).
7) верхи (народ, аристократія).
8) начальник.
9) старший.
10) чудовий (про якість).
11) раніше, минуле.
2. над.
3. берег.
4. поважати, шанувати.
5. сходити, піднімати(ся):
1) здіймати(ся).
2) підносити(ся).
3) дарувати.
4) їхати до столиці.
5) іти на північ.
6) підтягувати(ся).
6. додавати (зверху).
7. один з тонів китайської мови.
8. (яп.) камі:
1) чужа дружина.
2) господиня (корчми, ресторану).
3)　домашнє господарство.
9. (яп.) завершувати (роботу, справу).

Ключ: 1 (一 + 2);  Кількість рисок: 3.
Введення ієрогліфа методом цанзє: 卜一 (YM); Введення ієрогліфа чотирикутним методом: 21100. Складається з: ⿱卜一.

## Прочитання
| Китайська         |                               |                   |                   |                 |                 |
| Мандаринська мова | Мандаринська мова             | Мандаринська мова | Мандаринська мова | Кантонська мова | Кантонська мова |
| чжуїнь            | піньїнь                       | Вейд-Джайлз       | кирилиця          | ютпхін          | Єль             |
| ㄕㄤˋ             | shàng (shang4) shǎng (shang3) | shang4            | шан               | soeng5 soeng6   | seung5 seung6   |

| Корейська |         |               |              |      |          |
|           | хангиль | стара латинка | нова латинка | Єль  | кирилиця |
| Звук:     | 상      | sang          | sang         | sang | сан      |
| Назва:    | 윗      | wit           | wit          | wis  | віт      |

| Японська |                                                     |                                                |                                                |
|          | кана                                                | латинка                                        | кирилиця                                       |
| Он:      | じょう しょう                                       | jō shō                                         | дзьō сьō                                       |
| Кун:     | うえ うわ かみ あげる あがる のぼる のぼす のぼせる | ue uwa kami ageru agaru noboru nobosu noboseru | уе ува камі аґеру аґару нобору нобосу нобосеру |
| Ім'я:    | うら え たか ひさ まさ                              | ura e taka hisa masa                           | ура е така хіса маса                           |